# Майк Келлі
Майк Келлі (англ. Mike Kelley, нар. в 1967 році в Чикаго, штат Іллінойс, США) — американський продюсер та сценарист. Найбільш відомий як автор і продюсер телесеріалу «Помста».

## Життєпис
Майкл Келлі народився в Чикаго, до 1985 року навчався в середній школі New Trier High School у Віннетці, штат Іллінойс. Його однокласницею була музикантка Ліз Фейр, яку він пізніше залучив до телевізійного бізнесу. 
Келлі був сценаристом і продюсером шоу The O.C. і Провидіння (англ. Providence). Разом з Дженніфер М. Джонсон він написав сценарій до епізодів «Провидіння». Він є творцем телесеріалу «Свінгтаун», а також написав сценарій для шоу, яке почало транслюватися на CBS у 2008 році.
Майкл Келлі є автором ідеї та сценаристом американського телесеріалу «Помста» телеканалу ABC, сучасної версії «Графа Монте-Крісто» Александра Дюма з жіночої точки зору.
У серпні 2018 року стало відомо, що Келлі стане виконавчим продюсером, сценаристом і творцем антологічного трилерного міні-серіалу Netflix «Що/якщо». Прем'єра серіалу відбулася 24 травня 2019 року.

## Фільмографія
Сценарист
• 1999—2002 — Провидіння/Providence
• 2003—2004 — Школа виживання/One Tree Hill
• 2005—2006 — Одинокі серця/The O.C.
• 2007 — Єрихон/Jericho
• 2008 — Місто свінгерів/Swingtown
• 2009 — Красиве життя/The Beautiful Life: TBL
• 2010 — Квінн-таплетс/The Quinn-tuplets
• 2011—2015 — Помста/Revenge
Продюсер
• 2003–2007-Одинокі серця/The O.C.
• 2003–2012–Школа виживання/One Tree Hill
• 2006–2008–Єрихон/Jerichon
• 2008–Місто свінгерів/Swingtown
• 2009–Красиве життя/The Beautiful Life: TBL
• 2010–Квінн–таплетс/The Quinn-tuplets
• 2011–2015–Помста/Revenge
• 2019–Що/Якщо What/If
• 2019–Девід стає чоловіком/David Makes Man